# Oncidium pectorale
Oncidium pectorale là một loài phong lan đặc hữu của Brasil (Rio de Janeiro).